# Anđeli se dosađuju?
Anđeli se dosađuju? deseti je studijski album Parnog valjka. Album je objavljen 26. kolovoza 1987. godine u izdanju Jugotona. Autor svih pjesama i aranžmana je Husein Hasanefendić, a album sadrži hitove "Anja"u kojoj je pjevao i Zoran Predin, "Kada me dotakne", "Jesen u meni" i "Zagreb ima isti pozivni". Sniman je u zagrebačkom SIM studiju.

## Popis pjesama
1. Anđeli se dosađuju? (3:41)
2. Anja (3:31)
3. Kada me dotakne (5:27)
4. Navigator (3:39)
5. Jesen u meni (4:30)
6. Zagreb ima isti pozivni (3:51)
7. Nova kola (4:48)
8. Tvoji koraci (4:29)

## Izvođači
- vokal - Aki Rahimovski
- gitara (vokal na "Nova kola") - Husein Hasanefendić - Hus
- bubnjevi - Paolo Sfeci
- bas - Felix Spiller
- gitara - Zoran Cvetković - Zok

## Gosti
- klavijature na 4,5,7 i 8 - Neven Frangeš
- vokal na 2 - Zoran Predin
- sintesajzer na 1,2,3 - Stanko Juzbašić
- klavijature na 1,6 - Koki Dimuševski

## Vanjske poveznice
- Album na službenoj stranici sastava
- Album na stranici discogs.com